# Fosdinovo
Fosdinovo là một đô thị ở tỉnh Massa-Carrara trong vùng Toscana của Ý, tọa lạc khoảng 110 km về phía tây bắc của Florence và khoảng 15 km về phía tây bắc của Massa. Tại thời điểm ngày 31 tháng 12 năm 2004, đô thị này có dân số 4.609 người và diện tích là 48,7 km².
Đô thị Fosdinovo có các frazioni (các đơn vị cấp dưới, chủ yếu là các làng) Caniparola, Tendola, Giucano, Canepari, Marciaso, Posterla, và Carignano.
Fosdinovo giáp các đô thị sau: Aulla, Carrara, Castelnuovo Magra, Fivizzano, Ortonovo, Sarzana.